# Parque Prefeito Ferraz
O Parque Prefeito Ferraz, popularmente conhecido como Campo de São Bento e Parque de São Bento, é uma área verde no bairro de Icaraí, no município de Niterói, no estado do Rio de Janeiro, no Brasil. É a área de lazer mais popular da cidade.
Localiza-se entre a Rua Lopes Trovão, a Rua Domingues de Sá, a Avenida Gavião Peixoto e a Avenida Roberto Silveira. O parque abriga o Colégio Estadual Joaquim Távora, o Centro Cultural Paschoal Carlos Magno, a Escola Municipal Júlia Cortines e a Biblioteca Estadual Infantil Anísio Teixeira.

## História

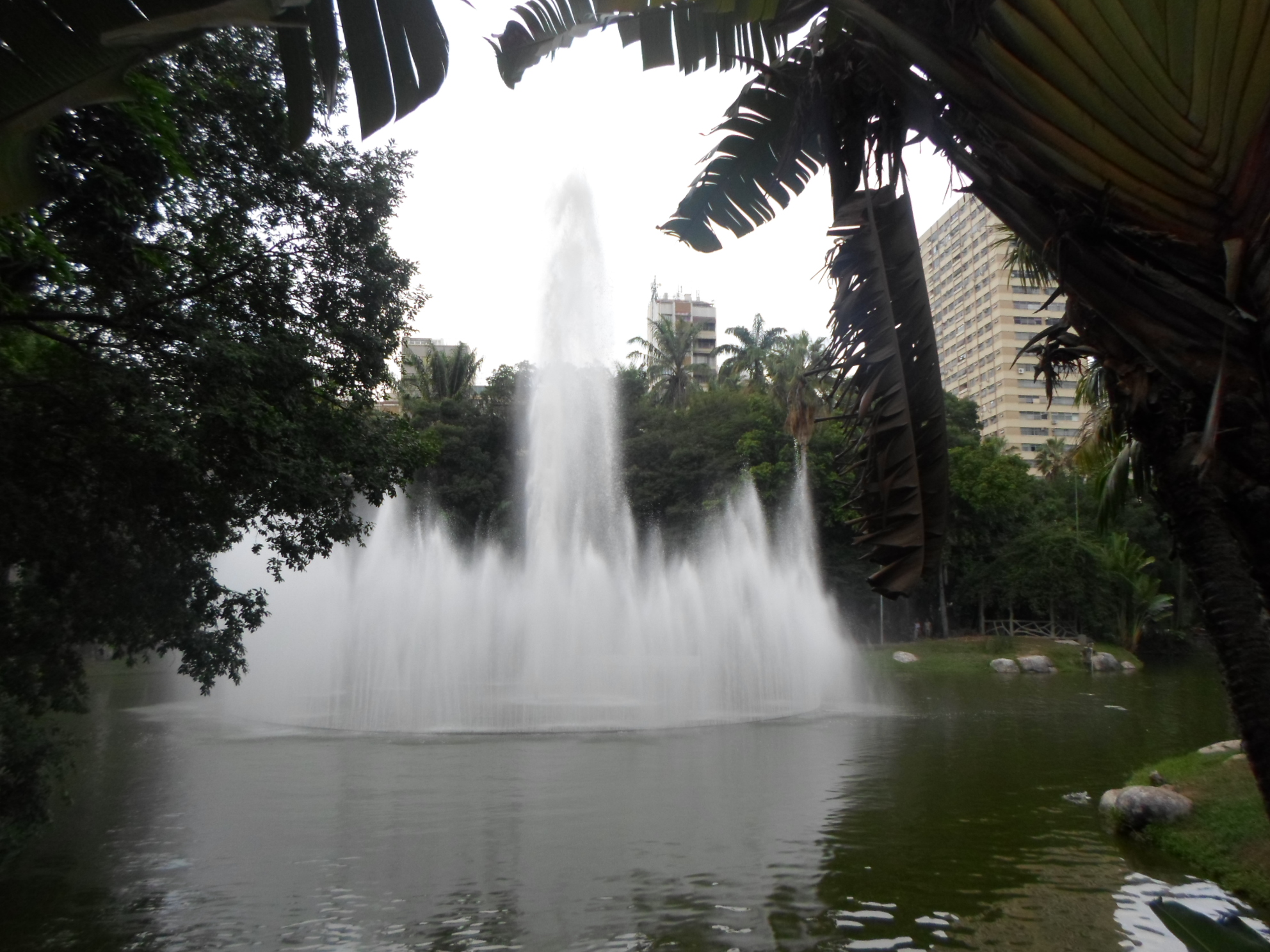
A fonte do Campo de São Bento, ou Parque Prefeito Ferraz.

Em meados do século XVII, o terreno do parque pertencia a Antônio Maciel Tourinho. Este a vendeu a seu filho, Francisco Borges Tourinho. Uma parte do terreno foi vendida a Manoel Rodrigues Raimundo. Em 1697, o terreno foi vendido aos monges beneditinos do Mosteiro de São Bento do Rio de Janeiro. A partir desse momento, a área ganhou o apelido de "Campo de São Bento". De 25 a 30 de junho de 1824, o terreno foi utilizado como campo de manobras militares pelo imperador brasileiro Dom Pedro I. 
Em 1840-1841, o terreno ganhou seus limites atuais. Em 1882-1883, o parque, que era foco de doenças transmitidas por mosquitos, foi aterrado. Na gestão do prefeito João Pereira Ferraz (1906-1910), o parque foi urbanizado seguindo projeto do engenheiro e paisagista belga Arséne Puttemans. Em homenagem ao Prefeito Ferraz, o parque ganhou seu atual nome. Em 13 de março de 1975, foi inaugurado o centro cultural Paschoal Carlos Magno.

## Centro Cultural Paschoal Carlos Magno
Situado na rua Lopes Trovão, abriga exposições de pintura, escultura e fotografia. O nome homenageia Pascoal Carlos Magno. Foi projetado pelo arquiteto Luiz Henrique Bessil Monassa. O primeiro andar é composto pela galeria Quirino Campofiorito, e o segundo andar é composto pela galeria Hilda Campofiorito.